# Boussac-Bourg
Boussac-Bourg ist eine Gemeinde im Zentralmassiv in Frankreich. Sie gehört zur Region Nouvelle-Aquitaine, zum Département Creuse, zum Arrondissement Aubusson und zum Kanton Boussac.

## Geografie
In Boussac-Bourg endet die 32 Kilometer lange vormalige Route nationale 716. Die Gemeinde grenzt im Nordwesten an Bussière-Saint-Georges, im Norden an Saint-Marien, im Nordosten an Saint-Pierre-le-Bost, im Osten an Leyrat, im Süden an Boussac und Saint-Silvain-Bas-le-Roc und im Südwesten an Malleret-Boussac.

## Geschichte
Die Ortschaft nördlich des Kantonshauptortes (Chef-lieu) wird aufgrund des im 15. Jahrhundert erbauten Schlosses auch Boussac-le-Château genannt. Während der Französischen Revolution sowie vom April 1806 bis 1847 hieß sie Boussac-les-Eglises.

### Bevölkerungsentwicklung
| Jahr      | 1962 | 1968 | 1975 | 1982 | 1990 | 1999 | 2008 | 2013 |
| --------- | ---- | ---- | ---- | ---- | ---- | ---- | ---- | ---- |
| Einwohner | 930  | 887  | 882  | 892  | 899  | 788  | 789  | 767  |

## Sehenswürdigkeiten
- Romanische Kirche Saint-Martin, seit 1930 als Monument historique klassifiziert

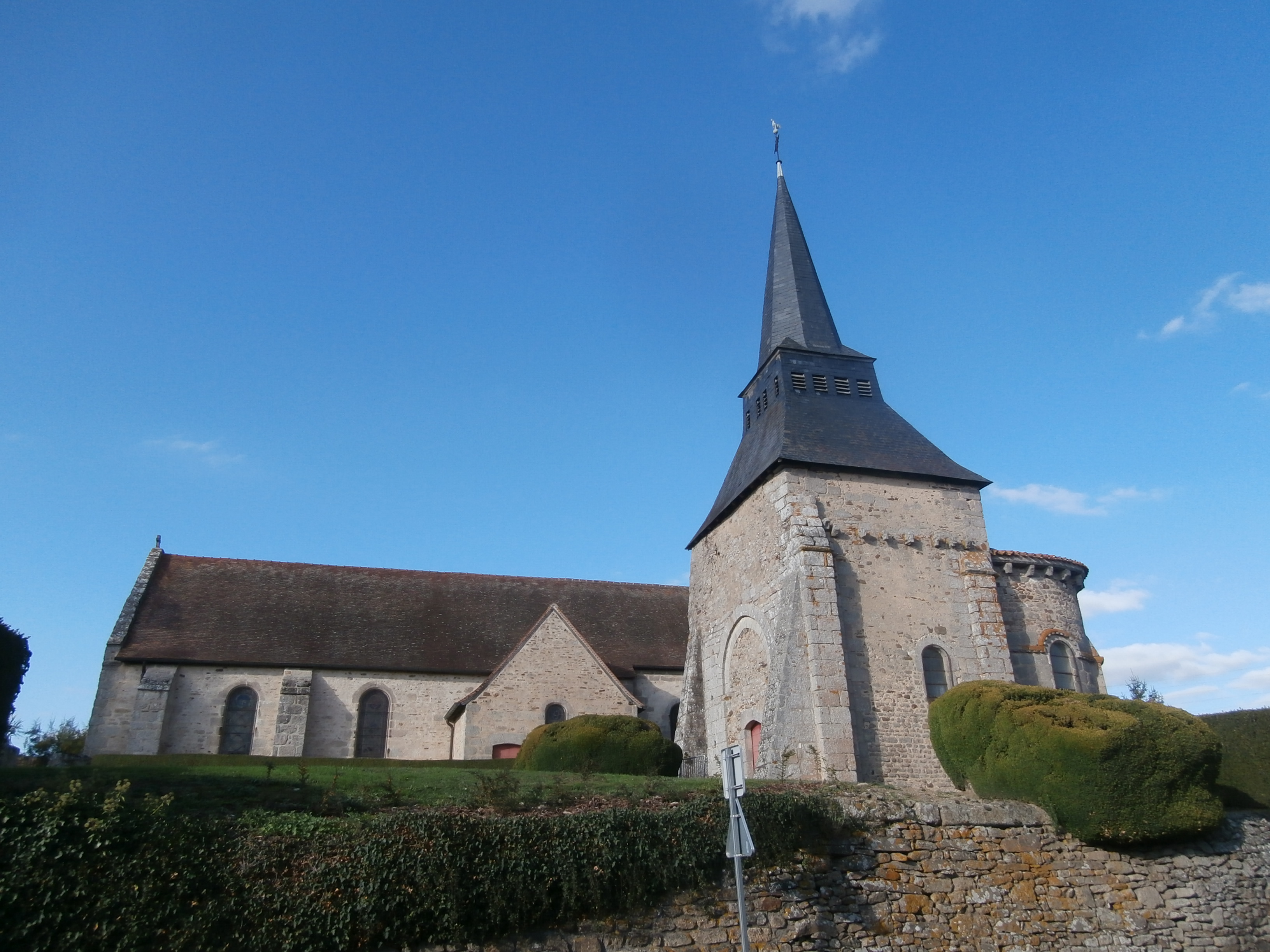
Kirche Saint-Martin

## Persönlichkeiten
- Laure Gatet (1913–1943), französische Apothekerin, Biochemikerin und Résistancekämpferin